# Bundesautobahn 573
Bundesautobahn 573 (em português: Auto-estrada Federal 573) ou A 573, é uma auto-estrada na Alemanha.
A Bundesautobahn 573 tem 3 km de comprimento.

## Estados
Estados percorridos por esta auto-estrada: